# Callipara ponsonbyi
Callipara ponsonbyi is een slakkensoort uit de familie van de Volutidae. De wetenschappelijke naam van de soort werd voor het eerst geldig gepubliceerd in 1801 door E. A. Smith als Voluta ponsonbyi.